# Thành phố Kuwait
Thành phố Kuwait (tiếng Ả Rập: مدينة الكويت, có tên phiên âm là Cô-oét) là thủ đô và cảng của Kuwait bên bờ Vịnh Kuwait (một phần của Vịnh Ba Tư). Thành phố cũng được gọi tên là Al Kuwait. Dân số thành phố là 32.500 người nhưng dân số vùng đô thị lên tới 4,5 triệu người. Tài sản thu được từ các mỏ dầu ở sa mạc ven biển đã được sử dụng để xây dựng nó thành một trong những thành phố hiện đại nhất Trung Đông. Đây là một cảng dầu khí quan trọng, sản xuất các sản phẩm hóa dầu và là một trung tâm thương mại và tài chính. Thành phố này được thành lập vào thế kỷ 18, đã từng được xem là trạm cuối của Dự án Tuyến đường sắt Berlin-Baghdad. Kuwait bắt đầu mở rộng sau Chiến tranh thế giới thứ hai. Vào đầu thập niên 1990, nơi này phải đối mặt với khó khăn để phục hồi và tái thiết do bị hư hại nặng nề sau khi bị Iraq chiếm đóng trong cuộc Chiến tranh vùng Vịnh Ba Tư.
Thành phố có sân bay quốc tế Kuwait.

## Khí hậu
Thành phố Kuwait có khí hậu sa mạc nóng (phân loại khí hậu Köppen BWh) với mùa hè cực kỳ nóng, rất kéo dài và mùa đông ngắn, ôn hòa.

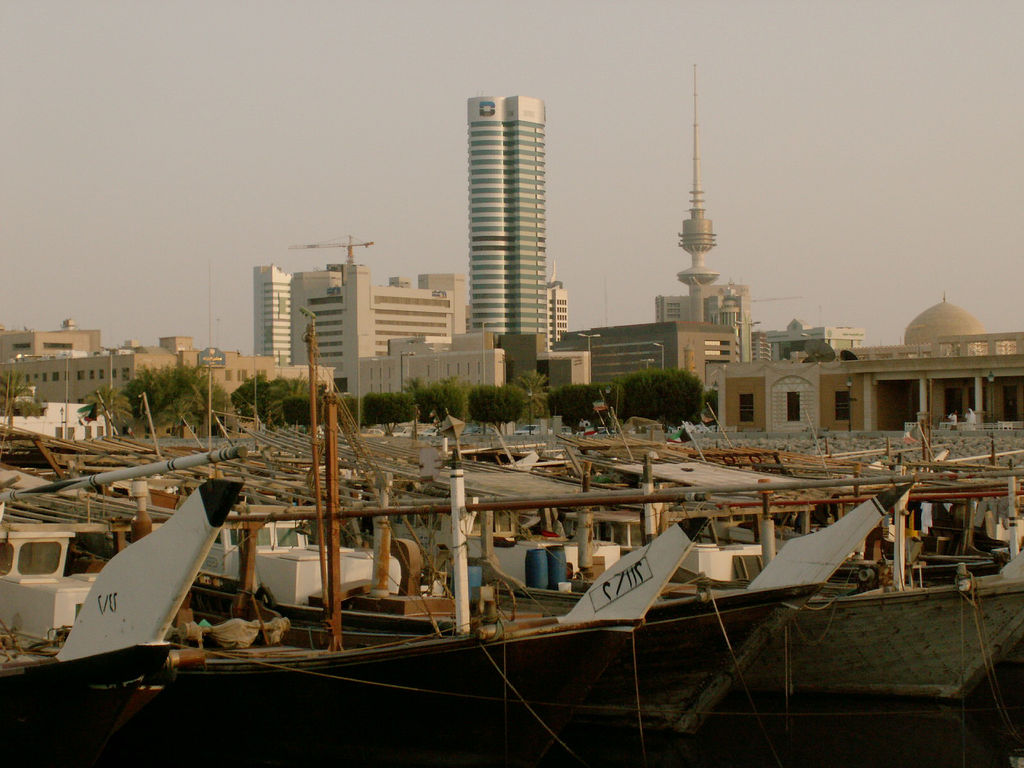
Burgan Bank ở Thành phố Kuwait.

| Dữ liệu khí hậu của thành phố Kuwait | Dữ liệu khí hậu của thành phố Kuwait | Dữ liệu khí hậu của thành phố Kuwait | Dữ liệu khí hậu của thành phố Kuwait | Dữ liệu khí hậu của thành phố Kuwait | Dữ liệu khí hậu của thành phố Kuwait | Dữ liệu khí hậu của thành phố Kuwait | Dữ liệu khí hậu của thành phố Kuwait | Dữ liệu khí hậu của thành phố Kuwait | Dữ liệu khí hậu của thành phố Kuwait | Dữ liệu khí hậu của thành phố Kuwait | Dữ liệu khí hậu của thành phố Kuwait | Dữ liệu khí hậu của thành phố Kuwait | Dữ liệu khí hậu của thành phố Kuwait |
| Tháng                                | 1                                    | 2                                    | 3                                    | 4                                    | 5                                    | 6                                    | 7                                    | 8                                    | 9                                    | 10                                   | 11                                   | 12                                   | Năm                                  |
| ------------------------------------ | ------------------------------------ | ------------------------------------ | ------------------------------------ | ------------------------------------ | ------------------------------------ | ------------------------------------ | ------------------------------------ | ------------------------------------ | ------------------------------------ | ------------------------------------ | ------------------------------------ | ------------------------------------ | ------------------------------------ |
| Cao kỉ lục °C (°F)                   | 29.8 (85.6)                          | 35.8 (96.4)                          | 41.2 (106.2)                         | 44.2 (111.6)                         | 49.0 (120.2)                         | 49.8 (121.6)                         | 52.1 (125.8)                         | 50.7 (123.3)                         | 47.7 (117.9)                         | 43.7 (110.7)                         | 37.9 (100.2)                         | 30.5 (86.9)                          | 52.1 (125.8)                         |
| Trung bình ngày tối đa °C (°F)       | 19.5 (67.1)                          | 21.8 (71.2)                          | 26.9 (80.4)                          | 33.9 (93.0)                          | 40.9 (105.6)                         | 45.5 (113.9)                         | 46.7 (116.1)                         | 46.9 (116.4)                         | 43.7 (110.7)                         | 36.6 (97.9)                          | 27.8 (82.0)                          | 21.9 (71.4)                          | 34.3 (93.7)                          |
| Tối thiểu trung bình ngày °C (°F)    | 8.5 (47.3)                           | 10.0 (50.0)                          | 14.0 (57.2)                          | 19.5 (67.1)                          | 25.4 (77.7)                          | 28.9 (84.0)                          | 30.7 (87.3)                          | 29.5 (85.1)                          | 26.2 (79.2)                          | 21.5 (70.7)                          | 14.5 (58.1)                          | 9.9 (49.8)                           | 19.9 (67.8)                          |
| Thấp kỉ lục °C (°F)                  | −4.0 (24.8)                          | −1.6 (29.1)                          | −0.1 (31.8)                          | 6.9 (44.4)                           | 14.7 (58.5)                          | 20.4 (68.7)                          | 22.4 (72.3)                          | 21.7 (71.1)                          | 16.0 (60.8)                          | 9.4 (48.9)                           | 2.0 (35.6)                           | −1.5 (29.3)                          | −4.0 (24.8)                          |
| Lượng mưa trung bình mm (inches)     | 30.2 (1.19)                          | 10.5 (0.41)                          | 18.2 (0.72)                          | 11.5 (0.45)                          | 0.4 (0.02)                           | 0.0 (0.0)                            | 0.0 (0.0)                            | 0.0 (0.0)                            | 0.0 (0.0)                            | 1.4 (0.06)                           | 18.5 (0.73)                          | 25.5 (1.00)                          | 116.2 (4.57)                         |
| Số ngày mưa trung bình (≥ 0.1 mm)    | 5                                    | 3                                    | 3                                    | 1                                    | 0                                    | 0                                    | 0                                    | 0                                    | 0                                    | 1                                    | 3                                    | 3                                    | 19                                   |
| Số giờ nắng trung bình tháng         | 198.1                                | 222.5                                | 217.6                                | 229.3                                | 272.5                                | 304.5                                | 307.1                                | 301.6                                | 285.1                                | 252.2                                | 216.5                                | 193.5                                | 3.000,5                              |
| Số giờ nắng trung bình ngày          | 7.1                                  | 7.7                                  | 7.5                                  | 7.9                                  | 9.4                                  | 10.5                                 | 10.6                                 | 10.8                                 | 10.2                                 | 9.0                                  | 7.7                                  | 6.9                                  | 8.8                                  |
| Phần trăm nắng có thể                | 68                                   | 69                                   | 63                                   | 62                                   | 69                                   | 77                                   | 76                                   | 78                                   | 77                                   | 79                                   | 72                                   | 67                                   | 72                                   |
| Nguồn: WMO NOAA; Wundergound         |                                      |                                      |                                      |                                      |                                      |                                      |                                      |                                      |                                      |                                      |                                      |                                      |                                      |